# Abba Kyari
Abba Kyari (Borno, 23 de septiembre de 1952 - Lagos, 17 de abril de 2020) fue un político nigeriano que se desempeñó como Jefe de Gabinete del Presidente Muhammadu Buhari.

## Vida familiar y personal

### Temprana edad y educación
Originario de Kanuri de Borno, sin embargo se desconoce dónde transcurrieron los primeros años de vida de Abba Kyari. En 1980, se licenció en sociología de la Universidad de Warwick, y en derecho de la Universidad de Cambridge. En 1983, ingresó en el Colegio de Abogados de Nigeria después de asistir a la Facultad de Derecho de Nigeria.
En 1984, obtuvo una maestría en derecho de la Universidad de Cambridge. Más tarde asistió al Instituto Internacional para el Desarrollo de la Gestión en Lausana, y participó en el Programa para el Desarrollo de la Gestión en Harvard Business School, en 1992 y 1994, respectivamente. 

### Familiar
Kyari estaba casado con la cuñada de Ibrahim Tahir y tenía cuatro hijos.

### Salud
El 24 de marzo de 2020, se hizo público que Kyari había dado positivo por COVID-19 el día anterior, después de realizar un viaje oficial a Alemania, realizado nueve días antes.

## Carrera profesional
Kyari trabajó para el bufete de abogados Fani-Kayode y Sowemimo tras su regreso a Nigeria.
Entre 1988 y 1990, fue editor del New Africa Holdings Limited Kaduna. 
En 1990, fue nombrado Comisionado de Recursos Forestales y Animales en el estado de Borno. 
Entre 1990 y 1995, fue secretario de la junta directiva del African International Bank Limited, una subsidiaria de Banco Internacional de Crédito y Comercio. 
También fue director ejecutivo de los servicios de gestión del grupo United Bank for Africa. En 2002 fue nombrado director de la junta de Unilever Nigeria, y posteriormente trabajó en la junta de Exxon Mobil Nigeria.

## Carrera política
En agosto de 2015, Kyari fue nombrado Jefe de Gabinete del Presidente Muhammadu Buhari.

### Política de fuerza
Kyari fue una figura influyente dentro de la administración Buhari. Durante el primer mandato de la administración Buhari, trabajó lejos de los focos, pero influyendo en la agenda del presidente. Tras las elecciones generales de Nigeria (2019) en las que Buhari fue reelegido, ordenó a su gabinete que canalizara todas las solicitudes a través de la oficina de Kyari. Amplió aún más su influencia dentro de los círculos gubernamentales, llegando a ser considerado como el jefe de gobierno de facto.
En 2017, a causa de una filgtración, Kyari se vio envuelto en una discusión pública con el Jefe del Servicio Civil, quien poco después fue destituido de su cargo y arrestado. En 2020, en otra filtración, Babagana Monguno, el Asesor de Seguridad Nacional, acusó a Kyari de entrometerse en asuntos de seguridad nacional.

## Muerte
Kyari murió en el Primer Hospital de Consultores de Cardiología, Lagos, por complicaciones relacionadas con COVID-19.

## Honores y premios
| Agente del Orden del Níger (OON); | Honor nacional en Nigeria |